# James Surowiecki

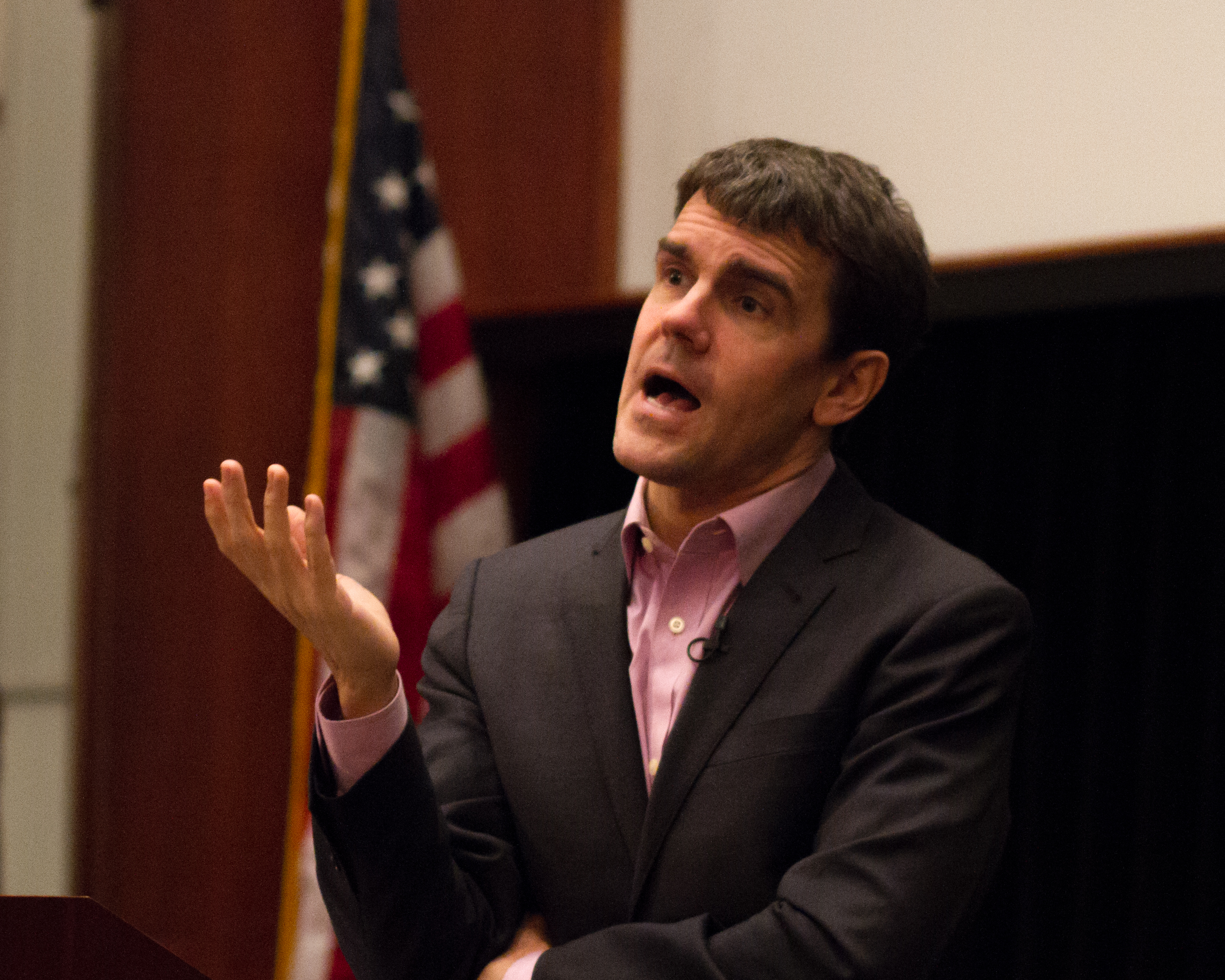
Surowiecki (2014)

James Surowiecki (* 1967 in Meriden (Connecticut)) ist ein US-amerikanischer Journalist, der mit seinem Buch Die Weisheit der Vielen (Originaltitel The Wisdom of Crowds) international bekannt wurde. In diesem stellt er dar, wie, durch Selbstorganisation, aber auch statistische Effekte, Entscheidungen von Massen klüger ausfallen können als die von Einzelpersonen (sogenannte kollektive Intelligenz). Er ist Redakteur von The New Yorker.

## Werke
- Die Weisheit der Vielen. Die Weisheit der Vielen, warum Gruppen klüger sind als Einzelne und wie wir das kollektive Wissen für unser wirtschaftliches, soziales und politisches Handeln nützen können (Originaltitel: The wisdom of crowds, übersetzt von Gerhard Beckmann), Bertelsmann, München, 2005, ISBN 3-570-00687-5; Heyne Taschenbuch, München 2007, ISBN 978-3-442-15446-3.